# アネット・ピーコック
アネット・ピーコック（Annette Peacock、1941年 - ）は、アメリカの作曲家、ミュージシャン、ソングライター、プロデューサー、編曲家である。彼女は電子音楽のパイオニアであり、1960年代後半に最初のモーグ・シンセサイザーの1つと彼女の声を組み合わせた。

## 略歴
アネット・ピーコックは、4歳になるまでに音楽を作曲するようになった。1970年代初頭のジュリアード音楽院における学生時代を除けば、ずっと独学で学んできた。彼女はカリフォルニアで育った。
1960年にジャズ・ベーシストのゲイリー・ピーコックと結婚するためニューヨークに移り住んだ。1960年代初頭、彼女はティモシー・リアリーのアソシエイト兼ゲストを務めた。ピーコックは、アヴァンギャルド・ジャズ・サックス奏者のアルバート・アイラーと一緒にヨーロッパをツアーした。それはゲイリー・ピーコックに続いて、ピアニストのポール・ブレイと結婚している間のことであった。彼女の作曲作品はポール・ブレイのアルバム『バラッズ』に登場し、ECMレコードのスタイルに影響を与えた。彼女は、発明者であるロバート・モーグからモーグ・シンセサイザーの初期モデルを与えられた後、電子的なボーカルを合成するパイオニアとなった。
彼女は1969年11月にニューヨークの市庁舎で行われた「ブレイ＝ピーコック・シンセサイザー・ショー」に出演し、翌月には深夜の広告と『ジョニー・カーソン・ショー』への出演を行い、フィルハーモニック・ホールでのコンサートを宣伝した。彼女の公式なデビュー・ソロ・アルバム『アイム・ザ・ワン』（RCAビクター）は、1972年にリリースされた。
1970年代から1980年代にかけて、彼女はカールハインツ・シュトックハウゼン、ロジャー・ターナー、アラン・ホールズワース、エヴァン・パーカー、ブライアン・イーノ、ビル・ブルーフォード、ミック・ロンソンとの共演を経てからアメリカへと戻った。アルバム『アン・アクロバッツ・ハート』（ECM、2000年）は、作曲と編曲に2年を要し、前作のレコーディングから12年にわたる休止期間を破る作品となった。

## 適格な評価
「アネット・ピーコックは石のように冷たいオリジナル……イノベーターにして、異端児、本物のスイ・ジェネリス（ラテン語で独自のものという意味）である」と『The Quietus』誌のジョン・ドーランは語った。

## ディスコグラフィ

### スタジオ・アルバム
- 『アイム・ザ・ワン』 - I'm the One (1972年、RCA Victor)
- 『デュアル・ユニティ』 - Dual Unity (1972年、Freedom) ※with ポール・ブレイ
- 『X-ドリームス』 - X-Dreams (1978年、Aura Records)
- 『パーフェクト・リリース』 - The Perfect Release (1979年、Aura)
- Sky Skating (1982年、ironic)
- Been in the Streets Too Long (1983年、ironic)
- I Have No Feelings (1986年、ironic)
- Abstract-Contact (1988年、ironic)
- 『アン・アクロバッツ・ハート』 - An Acrobat's Heart (2000年、ECM)
- 31:31 (2005年、ironic US)
- I Belong to a World That's Destroying Itself (2014年、ironic US)[9]

### ライブ・アルバム
- Revenge: The Bigger The Love The Greater The Hate (1971年) ※Bley-Peacock Synthesizer Show名義

### コンピレーション・アルバム
- 『孔雀』 - The Collection (1982年、Aura)
- 『マイ・ママ・ネヴァー・トーツ・ミー・ハウ・トゥ・クック〜オーラ・イヤーズ 1978-1982』 - My Mama Never Taught Me How To Cook... (The Aura Years 1978 -1982) (2004年、Sanctuary)

### シングル
- "Don't Be Cruel" / "Dear Bela" (1978年、Aura)
- "Love's Out to Lunch" / "Rubber Hunger" (1979年、Aura)
- "Sky-skating" / "Taking It as It Comes" (1981年、ironic)

### 参加アルバム
※作曲のみ参加のアルバムを含む
- ポール・ブレイ・トリオ : 『タッチング』 - Touching (1965年)
- ポール・ブレイ・トリオ : 『クローサー』 - Closer (1966年)
- ポール・ブレイ : 『ランブリン』 - Ramblin'  (1967年)
- ポール・ブレイ : 『ミスター・ジョイ』 - Mr. Joy (1968年) ※全曲作曲
- カーリン・クローグ : 『ジョイ』 - Joy (1968年)
- ポール・ブレイ & ゲイリー・ピーコック : 『ポール・ブレイ・ウィズ・ゲイリー・ピーコック』 - Paul Bley with Gary Peacock (1970年) ※全曲作曲
- ポール・ブレイ : 『ポール・ブレイ・シンセサイザー・ショウ』 - The Paul Bley Synthesizer Show (1971年) ※全曲作曲
- ポール・ブレイ : 『シンセサイザー・インプロヴィゼイション』 - Improvisie (1971年)
- ポール・ブレイ : 『バラッズ』 - Ballads (1971年) ※全曲作曲
- ポール・ブレイ : 『オープン、トゥ・ラヴ』 - Open, to Love (1972年)
- アル・クーパー : 『赤心の歌』 - Naked Songs (1972年)
- ポール・ブレイ & ニールス＝ヘニング・エルステッド・ペデルセン : 『NHφP』 - Paul Bley/NHØP (1973年)
- ミック・ロンソン : 『スローター・オン・10th・アベニュー』 - Slaughter on 10th Avenue (1974年)
- ジャコ・パストリアス、パット・メセニー、ブルース・ディトマス、ポール・ブレイ : 『ジャコ』 - Jaco (1974年)
- ポール・ブレイ : 『ターニング・ポイント』 - Turning Point (1975年) ※1964年-1968年録音
- ポール・ブレイ : 『アローン、アゲイン』 - Alone, Again (1975年)
- ポール・ブレイ、ゲイリー・ピーコック、バリー・アルトシュル : 『ヴァーチュオーシ』 - Virtuosi (1976年) ※1967年録音。全曲作曲
- ビル・ブルーフォード : 『フィールズ・グッド・トゥ・ミー』 - Feels Good to Me (1978年)
- ポール・ブレイ : 『フラグメンツ』 - Fragments (1986年)
- ポール・ブレイ、フランツ・コグルマン、ゲイリー・ピーコック : Annette (1992年) ※全曲作曲
- マリリン・クリスペル、ゲイリー・ピーコック、ポール・モチアン : 『ナッシング・エヴァー・ワズ、エニィウェイ〜ミュージック・オブ・アネット・ピーコック』 - "Nothing Ever Was, Anyway: Music of Annette Peacock" (1996年)  ※全曲作曲
- コールドカット : 『サウンド・ミラーズ』 - Sound Mirrors (2006年) ※「Just For The Kick」フィーチャリング・アネット・ピーコックを収録
- Eric Plandé, Uwe Oberg, Peter Perfido : Touching (2014年)
- Uwe Oberg : Twice, At Least (2015年)
- Bill Wells : Nursery Rhymes (2015年)[10]
- ネルス・クライン : Lovers (2016年)
- Uwe Oberg & Silke Eberhard : Turns (2016年)